# Rundkørsel
En rundkørsel er et cirkelformet anlæg, hvor flere veje mødes. Ved både ind- og udkørsel af rundkørsler drejer man til højre i lande med højrekørsel, og omvendt i lande med venstrekørsel.
I Danmark vil der altid være etableret ubetinget vigepligt ved indkørsel til en rundkørsel. Før muligheden for ubetinget vigepligt var der højrevigepligt. Dette førte ved megen trafik til "forstoppelse", fordi bilisterne i rundkørslen skulle holde tilbage for bilister på vej ind. Af den grund undgik trafikplanlæggere i stigende omfang rundkørsler.
Mens man for et par årtier siden oftest valgte trafiklys til at regulere trafikken på krydsende veje i Danmark, bygger man i dag flere rundkørsler: En af fordelene ved rundkørsler er, at bilister, der skal ud ad vejen på venstre side, slipper nemmere igennem en rundkørsel end et venstresving i et lysreguleret vejkryds.
Rundkørsler har desuden en stor betydning i indsatsen mod såkaldte sorte pletter i trafikken – altså steder, hvor der er sket særligt mange ulykker med personskade. På disse steder erstattes et traditionelt vejkryds ofte med en rundkørsel for at tvinge bilister til at sænke hastigheden.
En af ulemperne ved rundkørsler er fremkommeligheden for ekstraordinært store transporter. Derfor har man flere steder, bl.a. i Jylland bygget gennemfartsbaner gennem midterøen på de mest benyttede veje for transport af vindmøller. Disse baner er spærret med en bom, der kun åbnes når en transport har søgt om det hos de lokale myndigheder.
Der er små 2300 rundkørsler i Danmark i juni 2025. 

## Historie
Rundkørsler blev etableret i slutning af 1800- og første halvdel af 1900-tallet som et alternativ til vigepligtskrydset; i begyndelsen mest som et britisk fænomen, men efterhånden også i resten af Europa, herunder Danmark. Omkring 1960 da biltrafikmængden begyndte at stige i Danmark, kom rundkørslen i miskredit. fordi de var ineffektive eller også var de alt for pladskrævende. Det første hang sammen med højrevigepligtsreglen, som gjaldt i rundkørsler dengang. Det betød, at trafikken altid kunne komme ind, men den kunne derefter blokeres af andre indkørende ved næste tilfart. Herved opstod let en "låsning" af systemet. Mange rundkørsler blev fjernet i 1950’erne og 1960’erne og erstattet af signalregulerede kryds. Efter inspiration fra udlandet ændredes vigepligtsreglen i 1976, så det nu er den indkørende trafik, som har ubetinget vigepligt for den cirkulerende trafik. I årene derefter begyndte man igen så småt at anlægge rundkørsler i Danmark. I 1980’erne greb interessen for rundkørsler for alvor om sig blandt danske vejmyndigheder. Etablering af rundkørsler tog fart op gennem 1990’erne, både i Danmark og resten af Europa samt i USA, selvom udviklingen i USA er sat i gang senere end i Europa. I Danmark etableres rundkørsler i store antal både på det kommunale og det statslige vejnet. Dette har overordnet to årsager: Kapacitetsforøgelse og øget sikkerhed.

## Ekstern henvisning
- Litteraturliste Danmarks Vej- og Bromuseum Arkiveret 29. september 2007 hos  Wayback Machine

| Trafik | Spire Denne trafikartikel er en spire som bør udbygges. Du er velkommen til at hjælpe Wikipedia ved at udvide den. |